# SuperLiga (2013)
SuperLiga (2013) (od nazwy głównego sponsora SuperLiga CEC Bank) – trzecia edycja zreformowanej najwyższej klasy rozgrywkowej w rugby union w Rumunii, a jednocześnie dziewięćdziesiąte siódme mistrzostwa kraju. Zawody odbywały się w dniach 23 marca – 5 października 2013 roku, a tytułu broniła drużyna RCM Timișoara, która w powtórce finału sprzed roku pokonała zespół CSM Universitatea Baia Mare.
Zgodnie z przedsezonowymi zapowiedziami w finale spotkały się te same zespoły co rok wcześniej – dla CSM Universitatea Baia Mare był to piąty finał z rzędu, jednak obrońcy tytułu, RCM Timișoara, mieli nad nimi psychologiczną przewagę wskutek korzystnego bilansu wygranych w tym sezonie. Końcowa kolejność czołowej czwórki okazała się identyczna jak rok wcześniej, drugi tytuł zdobyli bowiem zawodnicy z Timișoary, w meczu o trzecie miejsce od zespołu RCJ Farul Constanța lepsza okazała się stołeczna Steaua.
Spadków w tej edycji rozgrywek nie przewidziano, zaś stawkę uczestników SuperLigi w kolejnym sezonie miał uzupełnić triumfator Divizia Națională, Stejarul Buzău, pod koniec lutego 2014 roku ogłosił on jednak, iż nie przystąpi do rywalizacji.
Oficjalnym partnerem medialnym SuperLigi była stacja TVR2, która w każdej kolejce transmitowała jedno ze spotkań, pozostałe zaś były dostępne w internecie. Mecze były rozgrywane piłkami firmy Gilbert.

## System rozgrywek
W maju 2010 roku Federațiă Română de Rugby ogłosiła nowy system rozgrywek. Jego wprowadzenie, związane ze zmniejszeniem liczby uczestniczących drużyn z dwunastu do ośmiu, argumentowane było chęcią podniesienia jakości rumuńskiego rugby.
Rozgrywki ligowe, według zasad obowiązujących w latach 2012–2014, prowadzone miały być w pierwszej fazie systemem kołowym według modelu dwurundowego w okresie wiosna-jesień. Po jej zakończeniu drużyny miały zostały rozdzielone na dwie czterozespołowe grupy, w ramach których rozegrały między sobą mecze systemem kołowym, bez uwzględniania punktów zdobytych w pierwszej fazie rozgrywek: czołowe cztery drużyny rywalizować miały o rozstawienie przed spotkaniami o mistrzostwo kraju (play-off), natomiast zespoły z dolnej połowy tabeli o utrzymanie w najwyższej klasie rozgrywkowej (play-out). Następnie miała się odbyć właściwa faza pucharowa. Półfinały, zarówno play-off, jak i play-out zaplanowane zostały na stadionie drużyny, która po rundzie zasadniczej była wyżej sklasyfikowana. Do drugiej klasy rozgrywkowej bezpośrednio spaść miała ósma drużyna zawodów, natomiast siódma miała rozegrać baraż o utrzymanie z zespołem z drugiego miejsca tej edycji Divizia Națională.
W związku z wycofaniem się skupiającego się na szkoleniu juniorów zespołu CSO Pantelimon, który zyskał awans zwyciężając w poprzedniej edycji Divizia Națională, i odmową powrotu do najwyższej klasy rozgrywkowej spadkowicza z poprzedniego sezonu, CS Poli Agro Iași, pozostało w niej siedem drużyn.
Pociągnęło to za sobą zmianę systemu rozgrywek. Obydwie fazy grupowe odbyły się zgodnie z pierwotnymi założeniami, z uwzględnieniem jednej pauzującej drużyny w każdej kolejce, grupa play-out składała się jednak z trzech zespołów. Rozegrano tylko fazę pucharową dla zespołów z grupy play-off z meczami o medale na stadionie Arcul de Triumf w Bukareszcie, w przypadku pozostałych trzech zespołów kolejność końcowa była ustalona na podstawie wyników drugiej fazy rozgrywek.

## Drużyny
| Klub                         | Miasto      | 2012 |
| ---------------------------- | ----------- | ---- |
| CSM Universitatea Baia Mare  | Baia Mare   | 1.   |
| Steaua Bukareszt             | Bukareszt   | 2.   |
| RCM Timișoara                | Timișoara   | 3.   |
| RCJ Farul Constanța          | Konstanca   | 4.   |
| CSM Bukareszt                | Bukareszt   | 5.   |
| Dinamo Bukareszt             | Bukareszt   | 6.   |
| CS Universitatea Cluj-Napoca | Kluż-Napoka | 7.   |

## Pierwsza faza
| 23 marca 201310:00 | Steaua Bukareszt | 27:10 | Dinamo Bukareszt | Ghencea, Bukareszt |
| 23 marca 201310:00 |                  | 27:10 |                  | Ghencea, Bukareszt |

| 23 marca 201311:30 | CSM Universitatea Baia Mare | 58:11 | CS Universitatea Cluj-Napoca | Stadionul Lascăr Ghineț, Baia Mare |
| 23 marca 201311:30 |                             | 58:11 |                              | Stadionul Lascăr Ghineț, Baia Mare |

| 24 marca 201311:00 | RCJ Farul Constanța | 18:9 | CSM Bukareszt | Stadionul Mihai Naca, Konstanca |
| 24 marca 201311:00 |                     | 18:9 |               | Stadionul Mihai Naca, Konstanca |

| 30 marca 201310:00 | RCM Timișoara | 12:10 | CSM Universitatea Baia Mare | Stadionul Gheorghe Rășcanu, Timișoara |
| 30 marca 201310:00 |               | 12:10 |                             | Stadionul Gheorghe Rășcanu, Timișoara |

| 30 marca 201314:00 | CS Universitatea Cluj-Napoca | 8:19 | Steaua Bukareszt | Cluj Arena, Kluż-Napoka |
| 30 marca 201314:00 |                              | 8:19 |                  | Cluj Arena, Kluż-Napoka |

| 31 marca 201311:00 | Dinamo Bukareszt | 20:19 | RCJ Farul Constanța | Stadion Florea Dumitrache, Bukareszt |
| 31 marca 201311:00 |                  | 20:19 |                     | Stadion Florea Dumitrache, Bukareszt |

| 6 kwietnia 201310:00 | Steaua Bukareszt | 30:18 | RCM Timișoara | Ghencea, Bukareszt |
| 6 kwietnia 201310:00 |                  | 30:18 |               | Ghencea, Bukareszt |

| 6 kwietnia 201311:30 | RCJ Farul Constanța | 36:15 | CS Universitatea Cluj-Napoca | Stadionul Mihai Naca, Konstanca |
| 6 kwietnia 201311:30 |                     | 36:15 |                              | Stadionul Mihai Naca, Konstanca |

| 7 kwietnia 201311:00 | CSM Bukareszt | 18:10 | Dinamo Bukareszt | Stadionul Olimpia, Bukareszt |
| 7 kwietnia 201311:00 |               | 18:10 |                  | Stadionul Olimpia, Bukareszt |

Mecz w Timișoarze został przeniesiony na Stadionul CFR z uwagi na zły stan podmokłej murawy na Stadionul Gheorghe Rășcanu.
| 13 kwietnia 201310:00 | RCM Timișoara | 21:3 | RCJ Farul Constanța | Stadionul CFR, Timișoara |
| 13 kwietnia 201310:00 |               | 21:3 |                     | Stadionul CFR, Timișoara |

| 13 kwietnia 201311:30 | CSM Universitatea Baia Mare | 22:8 | Steaua Bukareszt | Stadionul Lascăr Ghineț, Baia Mare |
| 13 kwietnia 201311:30 |                             | 22:8 |                  | Stadionul Lascăr Ghineț, Baia Mare |

| 14 kwietnia 201314:00 | CS Universitatea Cluj-Napoca | 49:26 | CSM Bukareszt | Cluj Arena, Kluż-Napoka |
| 14 kwietnia 201314:00 |                              | 49:26 |               | Cluj Arena, Kluż-Napoka |

| 20 kwietnia 201310:00 | RCJ Farul Constanța | 0:17 | CSM Universitatea Baia Mare | Stadionul Mihai Naca, Konstanca |
| 20 kwietnia 201310:00 |                     | 0:17 |                             | Stadionul Mihai Naca, Konstanca |

| 20 kwietnia 201311:30 | CSM Bukareszt | 10:65 | RCM Timișoara | Stadionul Olimpia, Bukareszt |
| 20 kwietnia 201311:30 |               | 10:65 |               | Stadionul Olimpia, Bukareszt |

| 21 kwietnia 201311:00 | Dinamo Bukareszt | 34:24 | CS Universitatea Cluj-Napoca | Stadion Florea Dumitrache, Bukareszt |
| 21 kwietnia 201311:00 |                  | 34:24 |                              | Stadion Florea Dumitrache, Bukareszt |

| 24 kwietnia 201310:00 | RCM Timișoara | 51:15 | Dinamo Bukareszt | Stadionul Gheorghe Rășcanu, Timișoara |
| 24 kwietnia 201310:00 |               | 51:15 |                  | Stadionul Gheorghe Rășcanu, Timișoara |

| 24 kwietnia 201311:00 | Steaua Bukareszt | 34:15 | RCJ Farul Constanța | Ghencea, Bukareszt |
| 24 kwietnia 201311:00 |                  | 34:15 |                     | Ghencea, Bukareszt |

| 24 kwietnia 201315:00 | CSM Bukareszt | 18:52 | CSM Universitatea Baia Mare | Stadionul Olimpia, Bukareszt |
| 24 kwietnia 201315:00 |               | 18:52 |                             | Stadionul Olimpia, Bukareszt |

| 27 kwietnia 201310:00 | Dinamo Bukareszt | 0:71 | CSM Universitatea Baia Mare | Stadion Florea Dumitrache, Bukareszt |
| 27 kwietnia 201310:00 |                  | 0:71 |                             | Stadion Florea Dumitrache, Bukareszt |

| 27 kwietnia 201314:00 | CS Universitatea Cluj-Napoca | 3:45 | RCM Timișoara | Cluj Arena, Kluż-Napoka |
| 27 kwietnia 201314:00 |                              | 3:45 |               | Cluj Arena, Kluż-Napoka |

| 28 kwietnia 201311:00 | CSM Bukareszt | 22:52 | Steaua Bukareszt | Stadionul Olimpia, Bukareszt |
| 28 kwietnia 201311:00 |               | 22:52 |                  | Stadionul Olimpia, Bukareszt |

| 3 maja 201310:00 | Dinamo Bukareszt | 10:67 | Steaua Bukareszt | Stadion Florea Dumitrache, Bukareszt |
| 3 maja 201310:00 |                  | 10:67 |                  | Stadion Florea Dumitrache, Bukareszt |

| 3 maja 201311:30 | CSM Bukareszt | 13:39 | RCJ Farul Constanța | Stadionul Olimpia, Bukareszt |
| 3 maja 201311:30 |               | 13:39 |                     | Stadionul Olimpia, Bukareszt |

| 3 maja 201317:00 | CS Universitatea Cluj-Napoca | 3:67 | CSM Universitatea Baia Mare | Cluj Arena, Kluż-Napoka |
| 3 maja 201317:00 |                              | 3:67 |                             | Cluj Arena, Kluż-Napoka |

| 11 maja 201310:00 | RCJ Farul Constanța | 54:26 | Dinamo Bukareszt | Stadionul Mihai Naca, Konstanca |
| 11 maja 201310:00 |                     | 54:26 |                  | Stadionul Mihai Naca, Konstanca |

| 11 maja 201311:30 | Steaua Bukareszt | 63:10 | CS Universitatea Cluj-Napoca | Ghencea, Bukareszt |
| 11 maja 201311:30 |                  | 63:10 |                              | Ghencea, Bukareszt |

| 12 maja 201311:00 | CSM Universitatea Baia Mare | 18:18 | RCM Timișoara | Stadionul Lascăr Ghineț, Baia Mare |
| 12 maja 201311:00 |                             | 18:18 |               | Stadionul Lascăr Ghineț, Baia Mare |

| 18 maja 201310:00 | RCM Timișoara | 29:13 | Steaua Bukareszt | Stadionul Gheorghe Rășcanu, Timișoara |
| 18 maja 201310:00 |               | 29:13 |                  | Stadionul Gheorghe Rășcanu, Timișoara |

| 18 maja 201311:30 | CS Universitatea Cluj-Napoca | 22:34 | RCJ Farul Constanța | Cluj Arena, Kluż-Napoka |
| 18 maja 201311:30 |                              | 22:34 |                     | Cluj Arena, Kluż-Napoka |

| 19 maja 201311:00 | Dinamo Bukareszt | 8:22 | CSM Bukareszt | Stadion Florea Dumitrache, Bukareszt |
| 19 maja 201311:00 |                  | 8:22 |               | Stadion Florea Dumitrache, Bukareszt |

| 13 lipca 201310:00 | Steaua Bukareszt | 15:13 | CSM Universitatea Baia Mare | Ghencea, Bukareszt |
| 13 lipca 201310:00 |                  | 15:13 |                             | Ghencea, Bukareszt |

| 13 lipca 201310:00 | RCJ Farul Constanța | 16:18 | RCM Timișoara | Stadionul Mihai Naca, Konstanca |
| 13 lipca 201310:00 |                     | 16:18 |               | Stadionul Mihai Naca, Konstanca |

| 14 lipca 201310:00 | CSM Bukareszt | 19:16 | CS Universitatea Cluj-Napoca | Stadionul Olimpia, Bukareszt |
| 14 lipca 201310:00 |               | 19:16 |                              | Stadionul Olimpia, Bukareszt |

| 19 lipca 201310:00 | CSM Universitatea Baia Mare | 33:3 | RCJ Farul Constanța | Stadionul Lascăr Ghineț, Baia Mare |
| 19 lipca 201310:00 |                             | 33:3 |                     | Stadionul Lascăr Ghineț, Baia Mare |

| 19 lipca 201310:00 | RCM Timișoara | 61:0 | CSM Bukareszt | Stadionul Gheorghe Rășcanu, Timișoara |
| 19 lipca 201310:00 |               | 61:0 |               | Stadionul Gheorghe Rășcanu, Timișoara |

| 20 lipca 201310:00 | CS Universitatea Cluj-Napoca | 13:17 | Dinamo Bukareszt | Cluj Arena, Kluż-Napoka |
| 20 lipca 201310:00 |                              | 13:17 |                  | Cluj Arena, Kluż-Napoka |

| 24 lipca 201310:00 | Dinamo Bukareszt | 12:67 | RCM Timișoara | Stadion Florea Dumitrache, Bukareszt |
| 24 lipca 201310:00 |                  | 12:67 |               | Stadion Florea Dumitrache, Bukareszt |

| 24 lipca 201310:00 | CSM Universitatea Baia Mare | 45:18 | CSM Bukareszt | Stadionul Lascăr Ghineț, Baia Mare |
| 24 lipca 201310:00 |                             | 45:18 |               | Stadionul Lascăr Ghineț, Baia Mare |

| 24 lipca 201310:00 | RCJ Farul Constanța | 16:34 | Steaua Bukareszt | Stadionul Mihai Naca, Konstanca |
| 24 lipca 201310:00 |                     | 16:34 |                  | Stadionul Mihai Naca, Konstanca |

| 27 lipca 201310:00 | CSM Universitatea Baia Mare | 65:3 | Dinamo Bukareszt | Stadionul Lascăr Ghineț, Baia Mare |
| 27 lipca 201310:00 |                             | 65:3 |                  | Stadionul Lascăr Ghineț, Baia Mare |

| 27 lipca 201310:00 | RCM Timișoara | 79:5 | CS Universitatea Cluj-Napoca | Stadionul Gheorghe Rășcanu, Timișoara |
| 27 lipca 201310:00 |               | 79:5 |                              | Stadionul Gheorghe Rășcanu, Timișoara |

| 28 lipca 201310:00 | Steaua Bukareszt | 26:20 | CSM Bukareszt | Ghencea, Bukareszt |
| 28 lipca 201310:00 |                  | 26:20 |               | Ghencea, Bukareszt |

## Druga faza

### Play off
| 3 sierpnia 201318:00 | CSM Universitatea Baia Mare | 25:19 | Steaua Bukareszt | Stadionul Lascăr Ghineț, Baia Mare |
| 3 sierpnia 201318:00 |                             | 25:19 |                  | Stadionul Lascăr Ghineț, Baia Mare |

| 3 sierpnia 201310:00 | RCM Timișoara | 63:10 | RCJ Farul Constanța | Stadionul Gheorghe Rășcanu, Timișoara |
| 3 sierpnia 201310:00 |               | 63:10 |                     | Stadionul Gheorghe Rășcanu, Timișoara |

| 10 sierpnia 201310:00 | RCM Timișoara | 26:6 | CSM Universitatea Baia Mare | Stadionul Gheorghe Rășcanu, Timișoara |
| 10 sierpnia 201310:00 |               | 26:6 |                             | Stadionul Gheorghe Rășcanu, Timișoara |

| 10 sierpnia 201318:00 | RCJ Farul Constanța | 9:18 | Steaua Bukareszt | Stadionul Mihai Naca, Konstanca |
| 10 sierpnia 201318:00 |                     | 9:18 |                  | Stadionul Mihai Naca, Konstanca |

| 17 sierpnia 201310:00 | Steaua Bukareszt | 13:18 | RCM Timișoara | Ghencea, Bukareszt |
| 17 sierpnia 201310:00 |                  | 13:18 |               | Ghencea, Bukareszt |

| 17 sierpnia 201318:00 | CSM Universitatea Baia Mare | 29:18 | RCJ Farul Constanța | Stadionul Lascăr Ghineț, Baia Mare |
| 17 sierpnia 201318:00 |                             | 29:18 |                     | Stadionul Lascăr Ghineț, Baia Mare |

| 24 sierpnia 201310:00 | Steaua Bukareszt | 16:11 | CSM Universitatea Baia Mare | Ghencea, Bukareszt |
| 24 sierpnia 201310:00 |                  | 16:11 |                             | Ghencea, Bukareszt |

| 24 sierpnia 201318:00 | RCJ Farul Constanța | 6:45 | RCM Timișoara | Stadionul Mihai Naca, Konstanca |
| 24 sierpnia 201318:00 |                     | 6:45 |               | Stadionul Mihai Naca, Konstanca |

| 31 sierpnia 201310:15 | Steaua Bukareszt | 44:12 | RCJ Farul Constanța | Ghencea, Bukareszt |
| 31 sierpnia 201310:15 |                  | 44:12 |                     | Ghencea, Bukareszt |

| 31 sierpnia 201318:00 | CSM Universitatea Baia Mare | 21:16 | RCM Timișoara | Stadionul Lascăr Ghineț, Baia Mare |
| 31 sierpnia 201318:00 |                             | 21:16 |               | Stadionul Lascăr Ghineț, Baia Mare |

| 7 września 201310:00 | RCM Timișoara | 18:19 | Steaua Bukareszt | Stadionul Gheorghe Rășcanu, Timișoara |
| 7 września 201310:00 |               | 18:19 |                  | Stadionul Gheorghe Rășcanu, Timișoara |

| 7 września 201318:00 | RCJ Farul Constanța | 7:58 | CSM Universitatea Baia Mare | Stadionul Mihai Naca, Konstanca |
| 7 września 201318:00 |                     | 7:58 |                             | Stadionul Mihai Naca, Konstanca |

### Play out
| 2 sierpnia 201310:00 | Dinamo Bukareszt | 20:31 | CS Universitatea Cluj-Napoca | Stadion Florea Dumitrache, Bukareszt |
| 2 sierpnia 201310:00 |                  | 20:31 |                              | Stadion Florea Dumitrache, Bukareszt |

| 11 sierpnia 201310:00 | CSM Bukareszt | 40:12 | Dinamo Bukareszt | Stadionul Olimpia, Bukareszt |
| 11 sierpnia 201310:00 |               | 40:12 |                  | Stadionul Olimpia, Bukareszt |

| 16 sierpnia 201318:00 | CS Universitatea Cluj-Napoca | 24:19 | CSM Bukareszt | Cluj Arena, Kluż-Napoka |
| 16 sierpnia 201318:00 |                              | 24:19 |               | Cluj Arena, Kluż-Napoka |

| 23 sierpnia 201318:00 | CS Universitatea Cluj-Napoca | 27:10 | Dinamo Bukareszt | Cluj Arena, Kluż-Napoka |
| 23 sierpnia 201318:00 |                              | 27:10 |                  | Cluj Arena, Kluż-Napoka |

| 1 września 201310:00 | Dinamo Bukareszt | 15:34 | CSM Bukareszt | Stadion Florea Dumitrache, Bukareszt |
| 1 września 201310:00 |                  | 15:34 |               | Stadion Florea Dumitrache, Bukareszt |

| 8 września 201310:00 | CSM Bukareszt | 25:3 | CS Universitatea Cluj-Napoca | Stadionul Olimpia, Bukareszt |
| 8 września 201310:00 |               | 25:3 |                              | Stadionul Olimpia, Bukareszt |

## Faza pucharowa
|  |                             |                             |                             |                             |    |               |               |       |
|  | Półfinały                   | Półfinały                   | Półfinały                   |                             |    | Finał         | Finał         | Finał |
|  | Półfinały                   | Półfinały                   | Półfinały                   |                             |    | Finał         | Finał         | Finał |
|  | 28 września 2013 10:00      |                             |                             |                             |    |               |               |       |
|  |                             |                             |                             |                             |    |               |               |       |
|  | RCM Timișoara               | RCM Timișoara               | 42                          |                             |    |               |               |       |
|  | RCM Timișoara               | RCM Timișoara               | 42                          | 05 października 2013 18:30  |    |               |               |       |
|  | RCJ Farul Constanța         | RCJ Farul Constanța         | 8                           |                             |    |               |               |       |
|  | RCJ Farul Constanța         | RCJ Farul Constanța         | 8                           |                             |    | RCM Timișoara | RCM Timișoara | 25    |
|  | 28 września 2013 15:00      |                             |                             |                             |    | RCM Timișoara | RCM Timișoara | 25    |
|  |                             |                             | CSM Universitatea Baia Mare | CSM Universitatea Baia Mare | 19 |               |               |       |
|  | CSM Universitatea Baia Mare | CSM Universitatea Baia Mare | CSM Universitatea Baia Mare | CSM Universitatea Baia Mare | 19 | 26            |               |       |
|  | CSM Universitatea Baia Mare | CSM Universitatea Baia Mare |                             |                             |    |               |               |       |
|  | Steaua Bukareszt            | Steaua Bukareszt            | 16                          |                             |    |               |               |       |
|  | Steaua Bukareszt            | Steaua Bukareszt            | 16                          | Mecz o 3. miejsce           |    |               |               |       |
|  |                             |                             |                             |                             |    |               |               |       |
|  | 05 października 2013 16:00  |                             |                             |                             |    |               |               |       |
|  |                             |                             |                             |                             |    |               |               |       |
|  | RCJ Farul Constanța         | RCJ Farul Constanța         | 14                          |                             |    |               |               |       |
|  | RCJ Farul Constanța         | RCJ Farul Constanța         | 14                          |                             |    |               |               |       |
|  | Steaua Bukareszt            | Steaua Bukareszt            | 25                          |                             |    |               |               |       |
|  | Steaua Bukareszt            | Steaua Bukareszt            | 25                          |                             |    |               |               |       |

| 28 września 201310:00 | RCM Timișoara | 42:8 | RCJ Farul Constanța | Stadionul Gheorghe Rășcanu, Timișoara |
| 28 września 201310:00 |               | 42:8 |                     | Stadionul Gheorghe Rășcanu, Timișoara |

| 28 września 201315:00 | CSM Universitatea Baia Mare | 26:16 | Steaua Bukareszt | Stadionul Lascăr Ghineț, Baia Mare |
| 28 września 201315:00 |                             | 26:16 |                  | Stadionul Lascăr Ghineț, Baia Mare |

| 5 października 201318:30 | RCM Timișoara | 25:19 | CSM Universitatea Baia Mare | Stadionul Arcul de Triumf, Bukareszt |
| 5 października 201318:30 |               | 25:19 |                             | Stadionul Arcul de Triumf, Bukareszt |

| 5 października 201316:00 | RCJ Farul Constanța | 14:25 | Steaua Bukareszt | Stadionul Arcul de Triumf, Bukareszt |
| 5 października 201316:00 |                     | 14:25 |                  | Stadionul Arcul de Triumf, Bukareszt |

## Klasyfikacja końcowa
| Miejsce | Klub                         | Składy | Uwagi  |
| ------- | ---------------------------- | ------ | ------ |
| 1       | RCM Timișoara                |        | złoto  |
| 2       | CSM Universitatea Baia Mare  |        | srebro |
| 3       | Steaua Bukareszt             |        | brąz   |
| 4       | RCJ Farul Constanța          |        | -      |
| 5       | CSM Bukareszt                |        | -      |
| 6       | CS Universitatea Cluj-Napoca |        | -      |
| 7       | Dinamo Bukareszt             |        | -      |